# Музей окупації Латвії
Музе́й окупа́ції Ла́твії (латис. Latvijas Okupācijas muzejs) — музей у столиці Латвії місті Рига, присвячений висвітленню становища Латвії під час окупації 1940—91 років.

## Загальні дані
Музейний заклад міститься в модерній будівлі в середмісті й розташований за адресою пл. Стрільців, 1, Рига LV-1050, Латвія. Раніше в будівлі, спеціально зведеній у 1971 році, містився Меморіальний музей Червоних латиських стрільців, що був філією Латвійського Музею революції, але з виходом Латвії зі складу Радянського Союзу на початку 1990-х ці музейні заклади припинили своє існування з об'єктивних причин.
Режим роботи музею:
- від 1 травня до 30 жовтня — щодня від 11.00 до 18.00;
- від 1 жовтня до 30 квітня — щодня від 11.00 до 17.00;
- вихідний день — щопонеділка.

Вхід до музею є безкоштовним.
Директором музейного закладу є Гундега Міцхела.

## З історії та діяльності музею
Музей окупації Латвії був заснований у 1993 році Фондом (від 2006-го — Асоціацією) Музею окупації. Музей був створений для того, щоб зрозуміти «складну історію Латвії XX сторіччя» та познайомити з «п'ятдесятирічною історією панування тоталітарних режимів у Латвії».
У дослідницькій роботі музею беруть участь вчені, як із самої Латвії, так і зі Швеції, Великої Британії, США, Росії. У рамках діяльності закладу реалізується низка дослідницьких проектів. Так, проект «Збір відеосвідчень осіб, які пережили депортацію» проводиться під егідою Єврокомісії в межах спецпрограми «Культура-2000».
Музеєм також створені пересувні виставки (декількома мовами):
- «Латвія у 1939–1991 рр.: від окупації до свободи» — експонується у школах та музеях Латвії;
- «Латвія повертається в Європу» — демонструвалася в Європі (у тому числі в будівлі Європарламенту[4]), Австралії, Канаді;
- «Латвія повертається у вільний світ» — експонувалася в США[5].

У музейному закладі проводяться тематичні зустрічі, вечори, інші заходи. Музей видає періодичне видання — «Щорічник Музею окупації Латвії».
Музей окупації Латвії включений до Державного дипломатичного протоколу Латвії — відтак його відвідання є обов'язковим для іноземних державних діячів, дипломатів та членів міжнародних організацій.
Щороку музей відвідують понад 100 тисяч осіб, більшість з яких є іноземцями.

## Фонди та експозиція

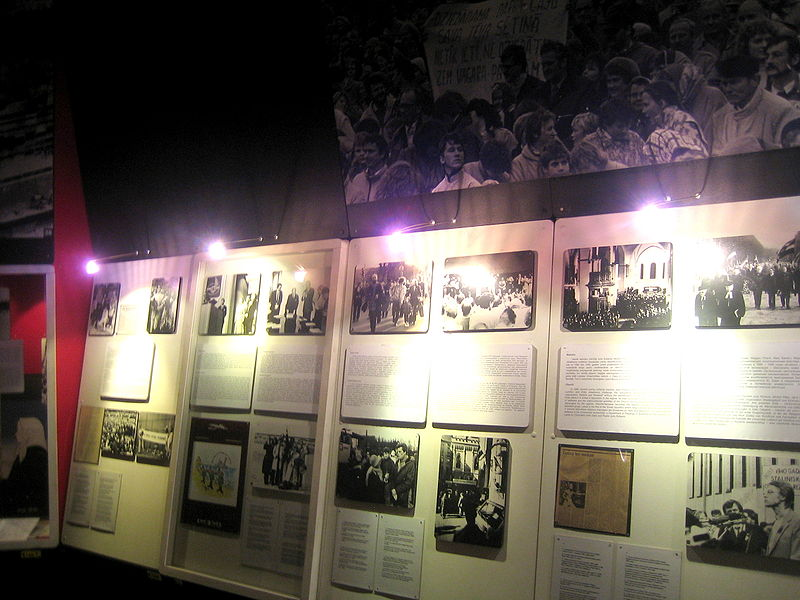
Фрагмент музейної експозиції

Фонди Музею окупації Латвії налічують близько 30 тисяч документів, світлин, письмових, усних і матеріальних свідчень, що відображають історію країни від 1940 до 1991 року, а також пам'ятні речі з місць ув'язнення і так званих спецпоселень.
Музейна експозиція поділена її творцями на 3 етапи:
1. «перший рік радянської окупації (1940-41)»;
2. «окупація нацистською Німеччиною (1941-44)» — тут спеціальний відділ присвячений Голокосту на території Латвії;
3. «повоєнна радянська окупація (1944-91)».

## Скандали з відвідуванням
Музей окупації Латвії декілька разів потрапляв у повідомленні ЗМІ як причина скандальних чи неоднозначних ситуацій.
Так, у 2005 році Музей окупації Латвії відвідав посол Росії в цій країні Віктор Калюжний (Виктор Калюжный) і назвав експозицію «однобічною». Навіть сам факт відвідання закладу російським послом викликав обурення у низки політсил сучасної Росії.
А в середині грудня 2010 року у скандал з музеєм виявилась втягнутою висока українська офіційна делегація на чолі з Президентом України Віктором Януковичем. На 15-е і 16-е грудня був запланований дводенний державний візит українського президента до Риги, але фактично в його ході статус заходу змінили на «офіційний», а сам пан Янукович повернувся до України у ніч проти 16 грудня. «Урізаною», таким чином, виявилася 2-га частина візиту — його 2-й день, у який передбачалось відвідання Музею окупації Латвії, що передбачене диппротоколом, проте, як повідомляє «Інтерфакс», посилаючись на своє джерело, українська делегація пропозицію відвідати музей відхилила (до того ж таки міністр закордонних справ України Костянтин Грищенко, за інформацією ЗМІ, заклад відвідав).